# Aeromot AMT-200 Super Ximango
Aeromot AMT 200 Super Ximango je brazilský motorový kluzák vyvinutý z AMT-100 Ximango a vybaven motorem Rotax 912.

## Konstrukce a vývoj
Super Ximango je jednomotorový laminátový jednoplošník s křídlem dole připevněným pomocí konzoly, zatažitelným konvenčním podvozkem a ocasními plochami ve tvaru T. Je poháněn vepředu umístěným motoren Rotax 912 o výkonu 80 koňských sil a má uzavíratelnou kabinu se 2 sedadly vedle sebe. Křídlo lze složit pro lepší uskladnění nebo přepravu.

## Varianty
AMT-200
Vybavený motorem Rotax 912A  
AMT-200S
Vybavený motorem Rotax 912S4 
AMV-200SO
Průzkumná varianta AMT-200S 

## Operátoři
USA

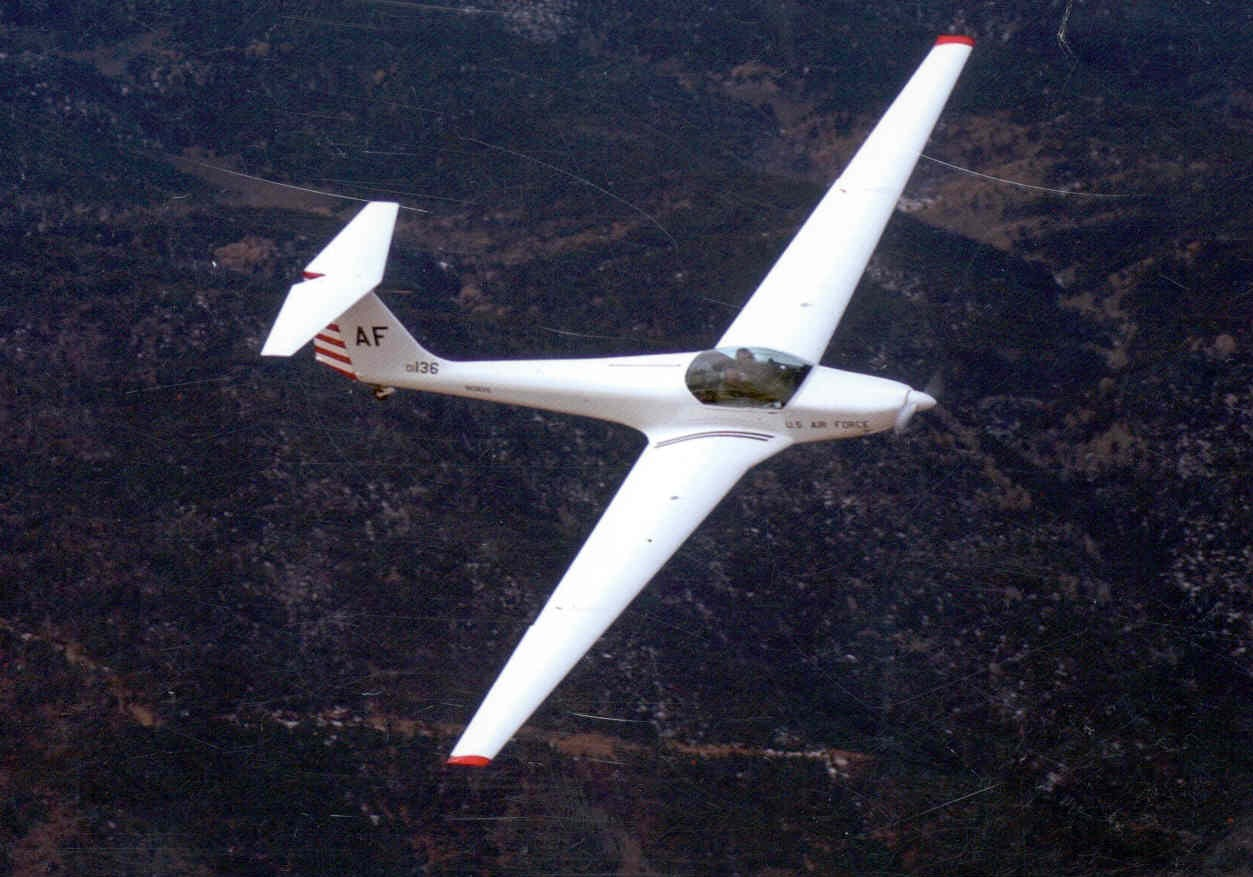
AMT-200 ve službách US Air Force pod označením TG-14A

- Letectvo Spojených států – provozovatelem je US Air Force Academy pod označením TG-14.

 Brazílie
- Vojenská Policie státu Paraná  – policejní ochrana životního prostředí státu Paraná

 Dominikánská republika
- Dominikánské vzdušné síly

## Specifikace

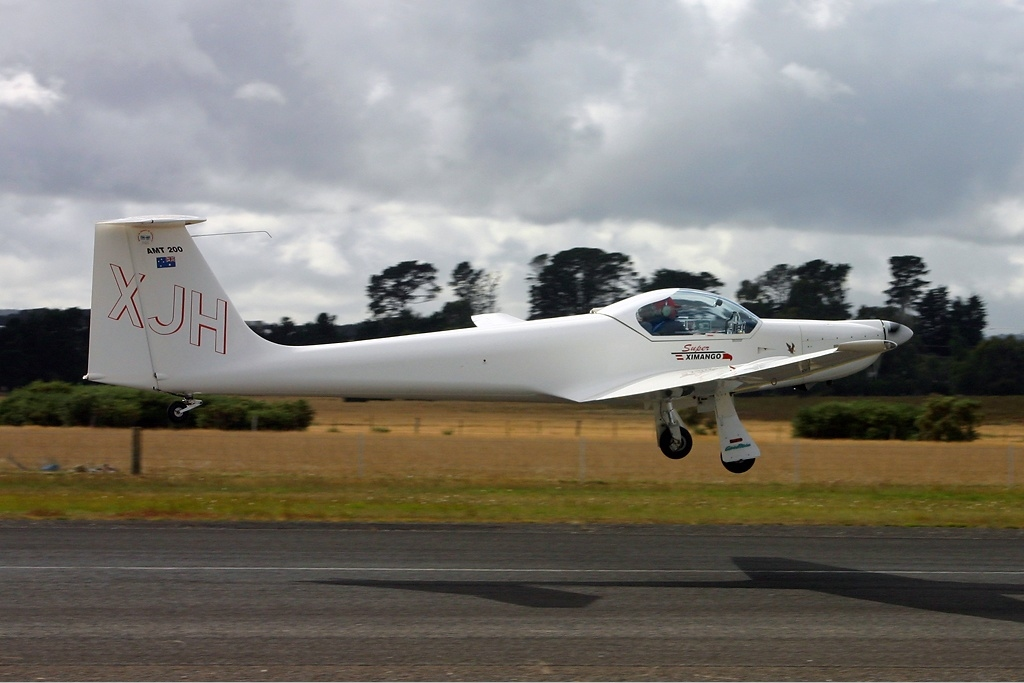
Aeromot AMT-200S Super Ximango Vabre

### Technické údaje
- posádka: 2
- délka: 8,05 m
- rozpětí: 17,47 m
- plocha křídel: 18,7 m²
- aspekt: 16
- prázdná hmotnost: 605 kg
- maximální hmotnost: 805 kg
- motor: 1 × Rotax 912 o výkonu 60 kW (80 k)

### Výkony
- cestovní rychlost: 205 km/h
- pádová rychlost: 76 km/h
- maximální konstrukční rychlost: 245 km/h
- maximální klouzavost: 31